# エフエム熊本
株式会社エフエム熊本（エフエムくまもと、英: FM KUMAMOTO BROADCASTING CO., LTD.）は、熊本県を放送対象地域として超短波放送（FMラジオ放送）を行っている特定地上基幹放送事業者である。
略称はFMK、愛称はカタカナ表記のエフエム・クマモト。コールサインはJOSU-FM。JFN系列局。FMQリーグにも加盟する。
現在のキャッチコピーは「POWER for YOU. FMK」。

## 概要
1985年（昭和60年）11月1日に全国19番目（九州・沖縄で5番目）のFM局として開局した、熊本県唯一の県域FM局。
佐賀市のケーブルテレビ局・佐賀シティビジョンは、FMKの再送信を行っている。また、2012年（平成24年）1月30日からはradikoを通じてインターネット配信（実用化試験配信）が行われている。こちらは地域判定で熊本県とみなされる環境下でのみ無料かつ会員登録なしで利用できる。

当局含めたJFN系列38局はACジャパン（旧・公共広告機構）の正会員企業の一つである。

### 社名変更の経緯
開局時の社名は「エフエム中九州」だったが、略称の「FMK」は開局当初より使用されていた。これは会社設立時に「エフエム熊本」という企業PVや草野球のビデオ収録などをサポートする映像制作会社が実在したためである。経営に行き詰まった同社の経営者が刑事事件を起こし逮捕された直後ということもあり、イメージを考慮したとも考えられる。
「エフエム中九州」開局当初の記者発表では「略称のFMKは（エフエム中九州の英訳である）"FM-Mid-Kyushu" の略。将来FM熊本 (FM Kumamoto) になった時にも使えるように…」という説明があり、当初から商号変更を念頭に置いていたことがうかがえる。
商号問題が解決し、2005年（平成17年）4月1日に現在の「エフエム熊本」に社名変更。社外から「どこの放送局かわからない」という指摘を受けたこともあり、「熊本がエリアということがはっきりわかる社名に」ということで変更され、FMKの意味も想定通りに変更された。

## 事業所
本社
- 〒860-0001 熊本県熊本市中央区千葉城町5-50 熊本メディアビル
  - 2F部分にスタジオ、3F部分にオフィスが所在する。

東京支社
- 〒102-0083 東京都千代田区麹町1-8 JFNセンター

## 資本構成
企業・団体の名称、個人の肩書は当時のもの。出典：

### 2015年3月31日
| 資本金      | 発行済株式総数 | 株主数 |
| ----------- | -------------- | ------ |
| 4億9500万円 | 9,900株        | 30     |

| 株主             | 株式数  | 比率   |
| ---------------- | ------- | ------ |
| 熊本日日新聞社   | 4,142株 | 41.83% |
| 熊本放送         | 0,800株 | 08.08% |
| テレビ熊本       | 0,570株 | 05.75% |
| 電波新聞社       | 0,530株 | 05.35% |
| 学校法人東海大学 | 0,530株 | 05.35% |
| 熊本銀行         | 0,494株 | 04.98% |
| 肥後銀行         | 0,494株 | 04.98% |
| ニッポン放送     | 0,430株 | 04.34% |
| 西日本新聞社     | 0,330株 | 03.33% |

## 沿革
- 1982年（昭和57年）10月27日 - 熊本に電波割り当てがなされ[8]、後に163件の事業申請がなされる。
- 1985年（昭和60年）
  - 4月1日 - 会社設立（当時の法人名は株式会社エフエム中九州）。
  - 10月17日 - サービス放送開始。番組の割合はTOKYO FM40:JFNC40:FMK18。6時-26時までの放送。
  - 11月1日 - 全国19番目の民間FMラジオ局として放送開始。金峰山送信所・人吉中継局の2局体制。
- 1987年（昭和62年）7月 - 阿蘇・南阿蘇（高森）中継局開局。
- 1988年（昭和63年） - 御所浦中継局開局。
- 1992年（平成4年）10月 - 小国中継局開局。
- 1996年（平成8年）4月 - 牛深中継局開局。
- 1997年（平成9年）
  - 5月 - 男子世界ハンドボール選手権大会内のイベント放送局（76.5MHz）を運営。
  - 11月 - 五木中継局開局。
- 2002年（平成14年）4月1日 - 鶴屋百貨店内にサテライトスタジオ「J-Pit」を設置。
- 2005年（平成17年）4月1日 - 社名を株式会社エフエム熊本に変更。
- 2012年（平成24年）1月30日正午 - radikoを通じたインターネット配信を開始。
- 2015年（平成27年）- 開局30周年。
- 2020年（令和2年）- 開局35周年。
- 2025年（令和7年）- 開局40周年。

## 送信所
- 熊本・金峰山（熊本送信所） 77.4MHz　出力1kW（RKK（アナログテレビ・デジタルテレビ）、TKU、KKT、KAB（いずれもデジタルテレビのみ）とともに施設を共用）
- コールサインJOSU-FM・JOSU-FCM（見えるラジオ）
熊本市・菊池市・玉名市・八代市をはじめ福岡県大牟田市・佐賀県佐賀市・長崎県島原市を含む環有明海一帯で受信可能。一部、福岡近郊圏の福岡県筑紫野市、太宰府市、大野城市、春日市などや、背振山地を越えた福岡市方面でも場合によって常時受信可能。: 公式アナウンスこそされていないが、山岳回折により福岡県筑豊地方（主に田川市周辺）や北九州市小倉北区周辺、大分県大分市、日田市、鹿児島県北薩地方（主に伊佐市周辺）でも常時受信できる地域がある。また、熊本県（山都町）と境を接する、宮崎県五ヶ瀬町域においては、概ね受信が可能である。（五ヶ瀬町域では、地元FM局のエフエム宮崎の受信が難しく、エフエム熊本の方が良好に受信できる。）鹿児島県の大隅半島でも雑音が多いながらも受信できる地域があったが、地元コミュニティFM局が77.2MHzで送信開始してからは、混信のため更に受信が困難になった。大分県大分市では、地域によってはエフエム愛媛の八幡浜中継局（77.6MHz）と混信することがある。また北九州市小倉北区周辺では、地域によってはエフエム山口の下関中継局と混信することがある。

## 中継局
| 中継局名 | 周波数 （単位MHz） | 出力 （単位W） | 中継局所在地 （山の名前） |
| -------- | ------------------ | -------------- | ------------------------- |
| 阿蘇     | 81.3               | 3              | 米塚                      |
| 南阿蘇   | 76.8               | 10             | 観音桜展望所付近 ※        |
| 小国     | 80.4               | 10             |                           |
| 人吉     | 82.0               | 50             | 高塚山                    |
| 五木     | 81.3               | 10             |                           |
| 御所浦   | 78.4               | 100            |                           |
| 牛深     | 76.9               | 10             | 遠見山                    |

- 阿蘇・南阿蘇・小国局は垂直偏波。
- 南阿蘇局は玉名市など熊本平野の一部でも雑音は多いが受信できる。

※南阿蘇局は平成28年熊本地震の影響で、夜峰山での放送継続が困難になり、現在、南阿蘇村の観音桜展望所付近に臨時中継局を設けて放送している。
- 五木局は人吉市周辺でも雑音が多いものの受信できる。
- 御所浦局は水俣市や鹿児島県出水市など、芦北地方から北薩地区をカバー。鹿児島県の大隅半島の一部でも雑音が多いが受信できる所がある。
- 一方、電波が減衰しやすい離島部では受信が困難な地域もある。特に天草諸島で見られ、天草市の山地沿い・天草下島方面、天草郡苓北町、天草市天草町方面などである。天草郡苓北町、天草市天草町方面では電波ロケーションの関係から熊本送信所が受信できることがあるが、天草郡苓北町の一部地域、天草市天草町の一部地域では対岸のFM長崎も受信可能である。

## 現在の主な番組
2024年5月時点。
現在の番組の詳細は、公式サイトの番組ホームページ一覧あるいはタイムテーブルを参照。

### 自社制作
- FMK poppin' breakfast（月曜 - 木曜 7:30 - 10:34・金曜 7:30 - 10:29）DJ.マッキー（月・火）、緒方仁深（水・木）、冨田浩二（金）
  - サウンドグラフィティ（月曜 - 金曜 9:50 - 10:00）DJ.小松士郎
- 戦国武将に学べ!!（金曜 10:29 - 10:34）DJ.角岡弾正秀昭、吉田恵理
- FMとれたて情報局（月曜 - 金曜 10:40 - 10:45）DJ.本田みずえ
- Dr.曜子のファミリー・ステーション（月曜 - 金曜 10:45 - 10:50） DJ.福田曜子、風戸南陽子（Dr.福田のプレママ・アラモード（月曜 - 金曜 10:45 - 10:50）福田稠・後藤環）
- らくのうマザーズ ミルキーカフェ（月曜 - 金曜 10:50 - 11:00） DJ.マッキー
- FMK InStyle（月曜 - 木曜 11:30 - 13:00）DJ.KANA（ケーナ）（月・火）、森田真奈美（水・木）
- 朗読 声の贈りもの（月曜 - 金曜 14:45 - 14:55）
- ～家を建てるトキワ～「教えて!住マイスター」 （月曜 15:00 - 15:25）DJ.常盤よしこ
- 千客万来!『安井笑店』（月曜 15:30 - 15:55） DJ.安井政史、生田ひかる
- エーエス・ライジング presents Ruby Tuesday（火曜 15:30 - 15:55）DJ.MASAKI
- コアラクラブ presents 前田シゲのノリノリ・ドライビング（水曜 15:30 - 15:55）DJ.前田シゲ、寺野茜
- 英太郎ホールディングス（木曜 15:00 - 15:55）DJ.英太郎
- FMK RADIO BUSTERS（月曜 - 木曜 16:00 - 18:55）DJ.かなぶんや（月）、松本涼介（火）、スマイリー原島（水）、MASAKI（木）
- 渡辺歯科 presents 夜の帳が下りる頃（水曜 20:00 - 20:25）DJ.黒木よしひろ / ヒロ（しゃかりき）
- Roasso Links（木曜 20:00 - 20:30）DJ.風戸南陽子、清原秀美
- 熊本カルチャー・ポータル（木曜 21:30 - 21:55） DJ.松本涼介、寺野茜、御手洗桜
- FMK BIG MONSTER（金曜 12:00 - 14:39）DJ.MEG&英太郎
- 新村宗二郎 演劇よもやま話 presented by 東宝ホーム（金曜 15:25 - 15:40）DJ.新村宗二郎
- FMK SOUNDS GREAT!（金曜 16:00 - 18:55）DJ.樫山結
- Honda Cars 熊本東 Presents OKAMOTO's 90's TOKYO BOYS（金曜 19:30 - 19:55）DJ.オカモトショウ（OKAMOTO'S）
- 月刊行定勲（毎月一回不定期金曜 20:00 - 20:55）DJ.行定勲、きべとしお、シーラ
- ユナイテッドトヨタ熊本 presents 青木カレン Swingin' Drive（土曜 12:00 - 12:25） DJ.青木カレン
- ゆっくりのんびりASO大陸（土曜 12:30 - 13:00）DJ.村岡章子
- Let's Go! VOLTERS（土曜 18:00 - 18:25）DJ.岩清水愛
- 空飛ぶクジラ（土曜 20:00 - 20:55）DJ.松永壮、上田アニ、英太郎
- MUSIC SPARK（土曜 24:00 - 24:55）DJ.かなぶんや
- FMK熊本地震復興応援プロジェクト 〜 with 〜（日曜 9:45 - 9:55）

### その他
- 防災・いのちのラジオ（毎年9月1日 12:10 - 13:00）[9][10][11][12]
  - NHK熊本放送局・熊本放送（RKKラジオ）・熊本シティエフエム・エフエムやつしろ・エフエム小国・あまくさシティエフエム（みつばちラジオ）との共同制作[9][12]。番組名の頭文字には西暦の数字が付けられる。NHKのみ12:20からの放送[10][11][12]。なお、9月1日が日曜日に該当する場合は、8月31日に前倒しで放送される（2019年はこのスケジュールで放送）[10]。

### 過去の主な番組
平日
- ぶらりくまもとサウンドスケッチ（月曜 - 金曜 7:48 - 8:00）DJ.植原史子
- FMK MORNING WALKER（月曜 - 木曜 8:20 - 10:40）DJ.本田みずえ、後藤環
- HYPER MORNING TRAX（月曜 - 金曜 8:20 - 10:40）DJ.MEG
- FMK Morning Glory（月曜 - 木曜 7:30 - 10:35）DJ.長木真琴（月・水）、松村奈央（火・木）
- LUNCH TIME JACK（月曜 - 木曜 11:30 - 14:40） DJ.うんばば中尾
- お昼もGAMADAS（月曜 - 木曜 11:30 - 14:40） DJ.黒木よしひろ、マッキー（月曜）　嶋本えみ（火曜）　中村真弓（水曜）　渡辺ひとみ（木曜）
- FMKパンゲア!（月曜 - 木曜 11:30 - 14:35）DJ.MEG&英太郎 （月）、マッキー&中華首藤（火）、黒木よしひろ（水）、永松ケンシ&松田結花（木）
- AFTERNOON CHAT-CHAT（月曜 - 金曜 14:00 - 16:00）DJ.相越久枝、小野くみこ
- FMK HAPPY GO LUCKY（月曜 - 金曜 16:00 - 16:55）DJ.村上隆二（月・木・金）本田みずえ（火・水）
- Evening GatewaY（月曜 - 木曜 16:45 - 19:55）　DJ.相越久枝（月・火）・かなぶんや（水・木）
- FMK EVENING JOURNAL（月曜 - 木曜 17:25 - 17:40）　DJ.伊井純子（月・木）・村上隆二（火）・風戸直子（水）
- 熊本電力 presents new power generation（水曜 15:00 - 15:25） DJ.奥田圭、常盤よしこ
- 大劇 everyday jazz（月曜 - 木曜　16:50 - 17:00）DJ.柄沢正行

金曜日
- FMK charmy2（金曜 7:30 - 10:29）DJ.緒方仁深
- Groovy Friday（金曜 12:00 - 14:40）DJ.立山律子
- FMK BEAT MAX（金曜 12:00 - 14:35）DJ.MASAKI
- Driving K-Car（金曜 15:00 - 15:25）DJ.MEG
- Netz Square presents NIRGILISのBOY meets GIRL（金曜 15:30 - 15:40）
- FMK HOT 100（金曜 15:30 - 19:55）
- FMK Count Down Radio Show 20/20（金曜 16:00 - 19:55）　DJ.MASAYAN・SAKIKO（吉本サキコ）
- FMK Z-BOPPER（金曜 17:00 - 19:55）DJ.MEG
- FMK Feel the Voice（金曜 16:00 - 18:55）DJ.森田真奈美
- 宇土シティモール ハミングライフ（金曜 11:30 - 11:55）DJ.MEG、中華首藤

土曜日
- 洋楽専科 Do-yaH!（土曜24:00 - 24:55）DJ.かなぶんや

日曜日
- 女王様のお裁き（日曜 15:55 - 16:00）DJ.立山律子
- エルセルモPresents Brand New Departure（日曜 19:00 - 19:20）DJ.MEG

その他
- FMK J’s Cruising（月曜 20:00 - 20:55）DJ.春木進、伊井純子
- 木村建設Presents「World Sketch」（月曜　15:00 - 15:25）DJ.奥田圭
- 東田トモヒロ「Natural Rock Rider」（火曜 21:30 - 21:55）（FM長崎・FM宮崎にネット）
- かなぶんや芸術大学 音楽科（火曜 20:00 - 20:55）DJ.かなぶんや
- 黒木よしひろの302号室 （木曜 20:00 - 20:55）DJ.黒木よしひろ、MASAYAN
- 相越久枝のコーク・サウンドシャッフル （水曜 15:00 - 15:55）※3局ネットキー局（FMK・FM宮崎・エフエム大分）
- Music Slider Archive（火曜 20:00 - 20:55）DJ.かなぶんや

## 選曲について
- 九州地方のFM局と比べると選曲基準が厳しめ。そのため、隣県の局（FM FUKUOKA・JOY FM・μFM）と比べるとジャニーズ系やハロプロ系などのアイドル楽曲のオンエアが少ない（SMAPなどは上位ランクインはされたことはある）。同じように独自の選曲姿勢を持つ、エフエム石川・FM802・ZIP-FMなどでは、ランクインはおろかオンエアさえされない。

## 放送時間
月曜日 - 土曜日は24時間放送。日曜日深夜の26:00 - 30:00（月曜日の2:00 - 6:00）までは放送を休止して放送終了のアナウンスの後すぐに停波するが、月曜日の5時台は試験電波と称して音楽を流している。
- 放送開始時間が6:00であるのは、他の九州の県域FM局ではエフエム佐賀のみ。他のJFN加盟局で見ても、エフエム愛媛（月-金曜日のみ、土日は5:00開始）を加えて3局しか無い。
- オープニング・クロージング（局名告知）で使用される音楽の一部は、通常のジングルとして使用されている。

## キャッチコピー
- 「サプライズ FMK」（ - 2007年3月）
- 「knock! knock! It's FMK（ノック!ノック!イッツ エフエムケイ）」（ - 2014年12月）
- 「goes on.FMK」（2015年1月 - ）

## ジングル
ジングルには、各種アーティストが登場するものが存在する。マドンナのようにただ問いかけるだけのものからスガシカオのようにキャッチフレーズを読み上げる例まで、様々なパターンがある。キャッチコピーが「サプライズ FMK」時代（ - 2007年3月）のジングルも同様であった。